# Eurosia fuliginea
Eurosia fuliginea är en fjärilsart som beskrevs av George Francis Hampson 1903. Eurosia fuliginea ingår i släktet Eurosia och familjen björnspinnare. Inga underarter finns listade i Catalogue of Life.